# We Don't Trust You
We Don't Trust You è un album in studio collaborativo tra il rapper statunitense Future e il produttore discografico statunitense Metro Boomin, pubblicato il 22 marzo 2024 tramite etichette discografiche Freebandz, Boominati Worldwide, Epic Records e Republic Records.

## Antefatti
I due artisti hanno iniziato a collaborare quando Metro Boomin frequentava ancora le scuole superiori e nel 2013 Future ha pubblicato il singolo Karate Chop, prodotto proprio da Metro Boomin, che ha riscosso un discreto successo, ottenendo anche un remix in collaborazione con Lil Wayne. Negli anni seguenti, i due hanno collaborato in molteplici occasioni, fra cui alcuni tra i maggiori successi per entrambi, come Mask Off, Low Life, Jumpman, Where Ya At e Thought It Was a Drought di Future e Superhero (Heroes & Villains) e Too Many Nights di Metro Boomin.
Nel 2023, rispondendo a una domanda postagli durante un'intervista, Metro Boomin ha rivelato che il motivo per cui non aveva partecipato alla produzione dell'ultimo progetto di Future I Never Liked You, pubblicato nell'anno precedente, era che i due avrebbero utilizzato i brani registrati insieme per un album collaborativo. Successivamente, il produttore ha annunciato che il progetto sarebbe stato pubblicato prima della fine del 2023 durante un'intervista con Flaunt Magazine.
Tuttavia l'album non è stato pubblicato nel 2023, e a gennaio Metro Boomin ha pubblicato una foto sui suoi profili social affermando nella didascalia che non si sarebbe tagliato né i capelli né la barba finché non avrebbe pubblicato un nuovo album. L'8 marzo seguente, i due artisti hanno pubblicati sui loro social media il trailer ufficiale dell'album, che conteneva un discorso del deceduto rapper Prodigy e che annunciava che il titolo del progetto sarebbe stato We Don't Trust You, con due date sullo sfondo: 22 marzo e 12 aprile. Lo stesso giorno, il giornalista Elliott Wilson ha annunciato che i due avrebbero pubblicato due progetti collaborativi nelle date indicate. Il 18 marzo i due artisti si sono esibiti al Rolling Loud in California, ospitando sul palco anche Travis Scott e facendo ascoltare in anteprima alcuni brani dell'album, tra cui Type Shit, in collaborazione proprio con Scott e con Playboi Carti, e il giorno seguente hanno annunciato la copertina dell'album.

## Descrizione
L'album vede le collaborazioni di The Weeknd, Travis Scott, Playboi Carti, Kendrick Lamar, Young Thug e Rick Ross e la produzione aggiuntiva di diversi artisti, tra cui Mike Dean, Southside, Boi-1da, Wheezy e Zaytoven.
Robin Murray di Clash ha affermato che l'album ha una "notevole ampiezza, variando da brani trap a campionamenti soul distorti". Similmente a Murray, scrivendo per Rolling Stone Andre Gee ha affermato che i due "hanno imbevuto un progetto trap con frammenti di hip-hop golden age".

## Accoglienza
| Recensione     | Giudizio |
| -------------- | -------- |
| Clash          | 6/10     |
| HipHopDX       | 3.4/5    |
| Metacritic     | 63/100   |
| Pitchfork      | 7/10     |
| Slant Magazine |          |

Scrivendo per Clash, Robin Murray ha notato che l'album "non si muove mai linearmente" e che "incarna il motivo per cui Future e Metro Boomin lavorano insieme così perfettamente" e ha concluso dicendo che "a volte irregolare, il progetto è la testimonianza del legame unico tra questi due talenti di lista A del rap".
Scott Glaysher di HipHopDX ha descritto l'album come "il gospel del rap moderno" e ha notato come il progetto avesse "un tono diverso rispetto alle collaborazioni precedenti dei due". Nonostante ciò, Glaysher ha affermato che l'album non fosse stato "all'altezza del suo potenziale", aggiungendo che "dovrebbe essere stato più corto" nonostante "il duo abbia consistentemente recapitato tracce di alto livello".

## Tracce
1. We Don't Trust You – 3:46 (testo: Nayvadius Cash, Leland Wayne, Mejdi Rhars – musica: Metro Boomin, Prince 85, Chris XZ, D Rich)
2. Young Metro (con The Weeknd) – 3:25 (testo: Nayvadius Cash, Leland Wayne, Abel Tesfaye – musica: Metro Boomin, Mike Dean, David x Eli)
3. Ice Attack – 3:19 (testo: Nayvadius Cash, Leland Wayne – musica: Metro Boomin, Oz, Southside)
4. Type Shit (con Travis Scott e Playboi Carti) – 3:48 (testo: Nayvadius Cash, Leland Wayne, Jacques Webster II, Jordan Carter – musica: Metro Boomin)
5. Claustrophobic – 3:42 (testo: Nayvadius Cash, Leland Wayne – musica: Metro Boomin, Will a Fool)
6. Like That (con Kendrick Lamar) – 4:27 (testo: Nayvadius Cash, Leland Wayne, Kendrick Duckworth, Kobe Hood, Rodney Oliver, Joe Cooley – musica: Metro Boomin)
7. Slimed In – 3:14 (testo: Nayvadius Cash, Leland Wayne, Jeffery Williams – musica: Metro Boomin, Prince 85)
8. Magic Don Juan (Princess Diana) – 3:40 (testo: Nayvadius Cash, Leland Wayne, Shantae Allen – musica: Metro Boomin, Boi-1da, Southside, Honorable C.N.O.T.E., Deputy)
9. Cinderella (con Travis Scott) – 2:49 (testo: Nayvadius Cash, Leland Wayne, Jacques Webster II – musica: Metro Boomin, Allen Ritter, Dre Moon)
10. Runnin Outta Time – 3:25 (testo: Nayvadius Cash, Leland Wayne, Jordan Holt-May – musica: Metro Boomin, Zaytoven, Chris XZ)
11. Fried (She a Vibe) – 3:30 (testo: Nayvadius Cash, Leland Wayne – musica: Metro Boomin, Doughboy)
12. Ain't No Love – 3:02 (testo: Nayvadius Cash, Leland Wayne – musica: Metro Boomin, Zaytoven, Lil 88, Outta Town)
13. Everyday Hustle (con Rick Ross) – 3:46 (testo: Nayvadius Cash, Leland Wayne, William Roberts II – musica: Metro Boomin)
14. GTA – 3:53 (testo: Nayvadius Cash, Leland Wayne – musica: Metro Boomin, Southside, Wheezy)
15. Seen It All – 2:59 (testo: Nayvadius Cash, Leland Wayne – musica: Metro Boomin, Allen Ritter, Peter Lee Johnson)
16. WTFYM – 4:52 (testo: Nayvadius Cash, Leland Wayne, Jacques Webster II – musica: Metro Boomin)
17. Where My Twin @ (traccia bonus) – 2:02 (testo: Nayvadius Cash, Leland Wayne – musica: Metro Boomin, G Koop)

Note
- Slimed In contiene vocali di sottofondo di Young Thug.
- WTFYM contiene vocali di sottofondo di Travis Scott.

Campionamenti
- We Don't Trust You contiene un campionamento di Smiling Faces Sometimes dei The Undisputed Truth e di un dialogo di Tupac Shakur estratto dal film Bullet del 1996.
- Ice Attack contiene un campionamento di Yeah, I Rob di La Chat.
- Like That contiene campionamenti di Everlasting Bass di Rodney-O & Joe Cooley e di Eazy-Duz-It di Eazy-E.
- Fried (She a Vibe) contiene un'interpolazione di How It Was di DJ Esco e Future.
- Everyday Hustle contiene un campionamento di I'll Wait for You di Alfreda Brockington.
- Seen It All contiene un campionamento di Quiet Storm dei Mobb Deep.

## Classifiche

### Classifiche settimanali
| Classifica (2024) | Posizione massima |
| ----------------- | ----------------- |
| Australia         | 2                 |
| Austria           | 2                 |
| Belgio (Fiandre)  | 3                 |
| Belgio (Vallonia) | 3                 |
| Canada            | 1                 |
| Danimarca         | 3                 |
| Finlandia         | 5                 |
| Francia           | 4                 |
| Germania          | 5                 |
| Irlanda           | 4                 |
| Islanda           | 2                 |
| Italia            | 8                 |
| Lituania          | 2                 |
| Norvegia          | 1                 |
| Nuova Zelanda     | 1                 |
| Paesi Bassi       | 1                 |
| Polonia           | 6                 |
| Regno Unito       | 2                 |
| Repubblica Ceca   | 1                 |
| Slovacchia        | 1                 |
| Spagna            | 14                |
| Stati Uniti       | 1                 |
| Svezia            | 3                 |
| Svizzera          | 1                 |
| Ungheria          | 3                 |

### Classifiche di fine anno
| Classifica (2024) | Posizione |
| ----------------- | --------- |
| Polonia           | 97        |
| Portogallo        | 87        |
| Ungheria          | 33        |